# Vinot & Deguingand
Pour les articles homonymes, voir Vinot.
 (janvier 2014).
Vinot & Deguingand est un constructeur d'automobiles français de la fin du XIXe siècle et du début du XXe siècle.

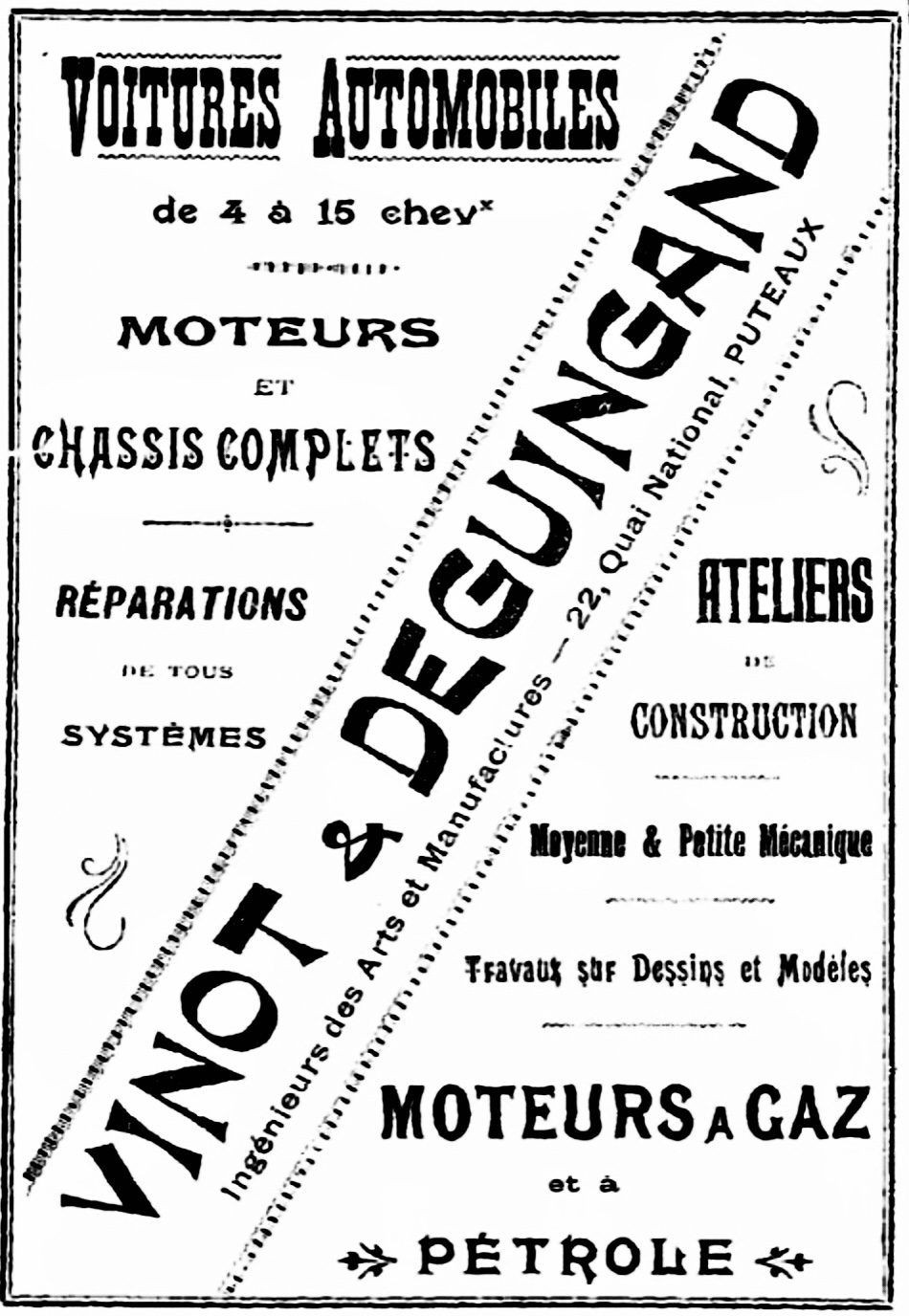
Vinot & Deguingand (1900).

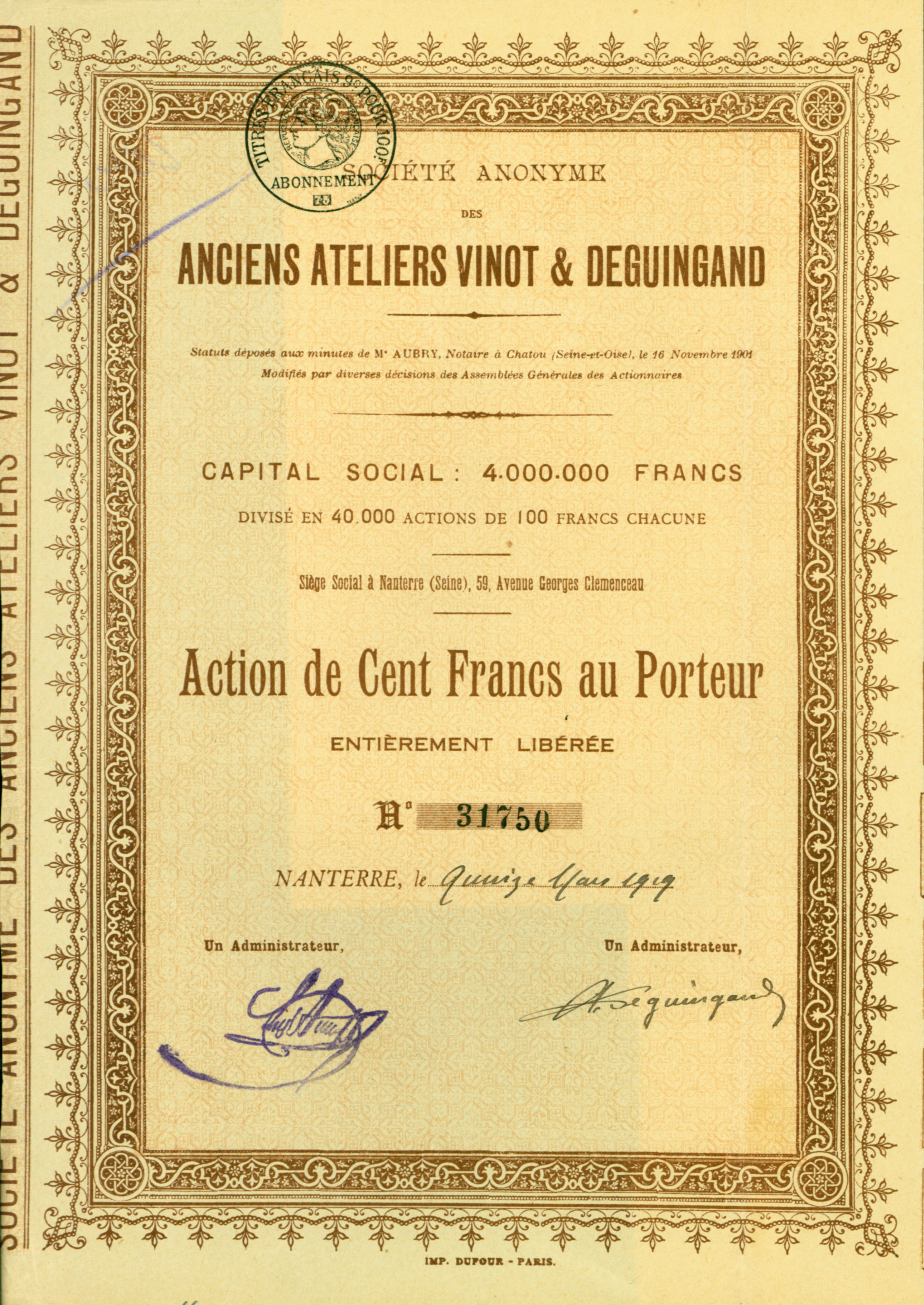
Action des Anciens Ateliers Vinot & Deguingand, en date du 15 mars 1919.

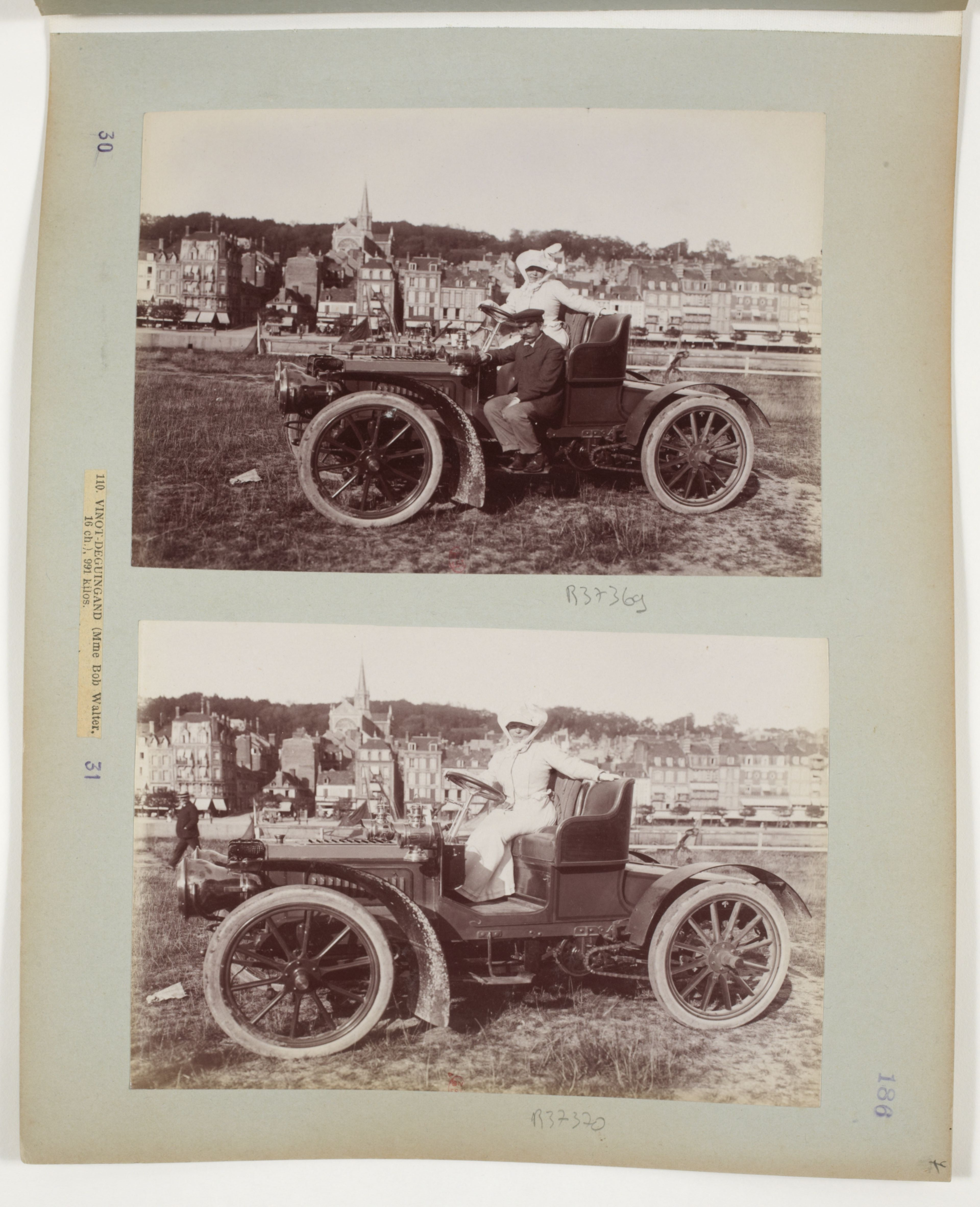
Vinot & Deguingand 16 CV.

## Historique
La société est fondée à Puteaux en 1898 sous la raison sociale « Rolland, Vinot et Deguingand » par Lucien-Marie Vinot Préfontaine (1858 à Gisors–1915 à Neuilly-sur-Seine) et Albert Deguingand (1872 à Chatou–1961 à La Garenne-Colombes).
En 1909, la société prend le contrôle de Gladiator et fonde une seconde usine à Nanterre. Les dernières années de production virent une telle baisse de la qualité que les automobiles gagnèrent le sobriquet peu enviable de « vieillot déglingué ».
Après l'arrêt de la production, l'usine de Nanterre fut reprise en 1924 par Donnet qui construisit une très grande usine en 1930, mais voyant trop grand, Donnet dut déposer son bilan et l'usine fut rachetée par Fiat en 1934 sous la couverture de sa toute nouvelle filiale française appelée Simca.
Fiat la reconditionna entièrement sur le modèle de son usine du Lingotto et la production des toutes premières Simca-Fiat commença en juillet 1935.

## Compétition et sport automobile
La marque participe au Kaiserpreis en 1907, au Grand Prix automobile de France 1912 et aux 24 Heures du Mans 1923.